# Baeckea polystemonea
Baeckea polystemonea är en myrtenväxtart som beskrevs av Ferdinand von Mueller. Baeckea polystemonea ingår i släktet Baeckea och familjen myrtenväxter. Inga underarter finns listade i Catalogue of Life.